# (456731) Uligrözinger
(456731) Uligrözinger est un astéroïde de la ceinture principale.

## Description
(456731) Uligrözinger est un astéroïde de la ceinture principale. Il fut découvert le 8 octobre 2007 à Heidelberg par Felix Hormuth. Il présente une orbite caractérisée par un demi-grand axe de 2,44 UA, une excentricité de 0,25 et une inclinaison de 3,8° par rapport à l'écliptique.